# William Pinto House
 (octobre 2020).
Pour les articles homonymes, voir Pinto.
La William Pinto House est une maison à New Haven, dans le Connecticut, dans le nord-est des États-Unis. Construite en 1810, elle est inscrite au Registre national des lieux historiques depuis le 21 septembre 2020.